# محطة قطار غرب بكين

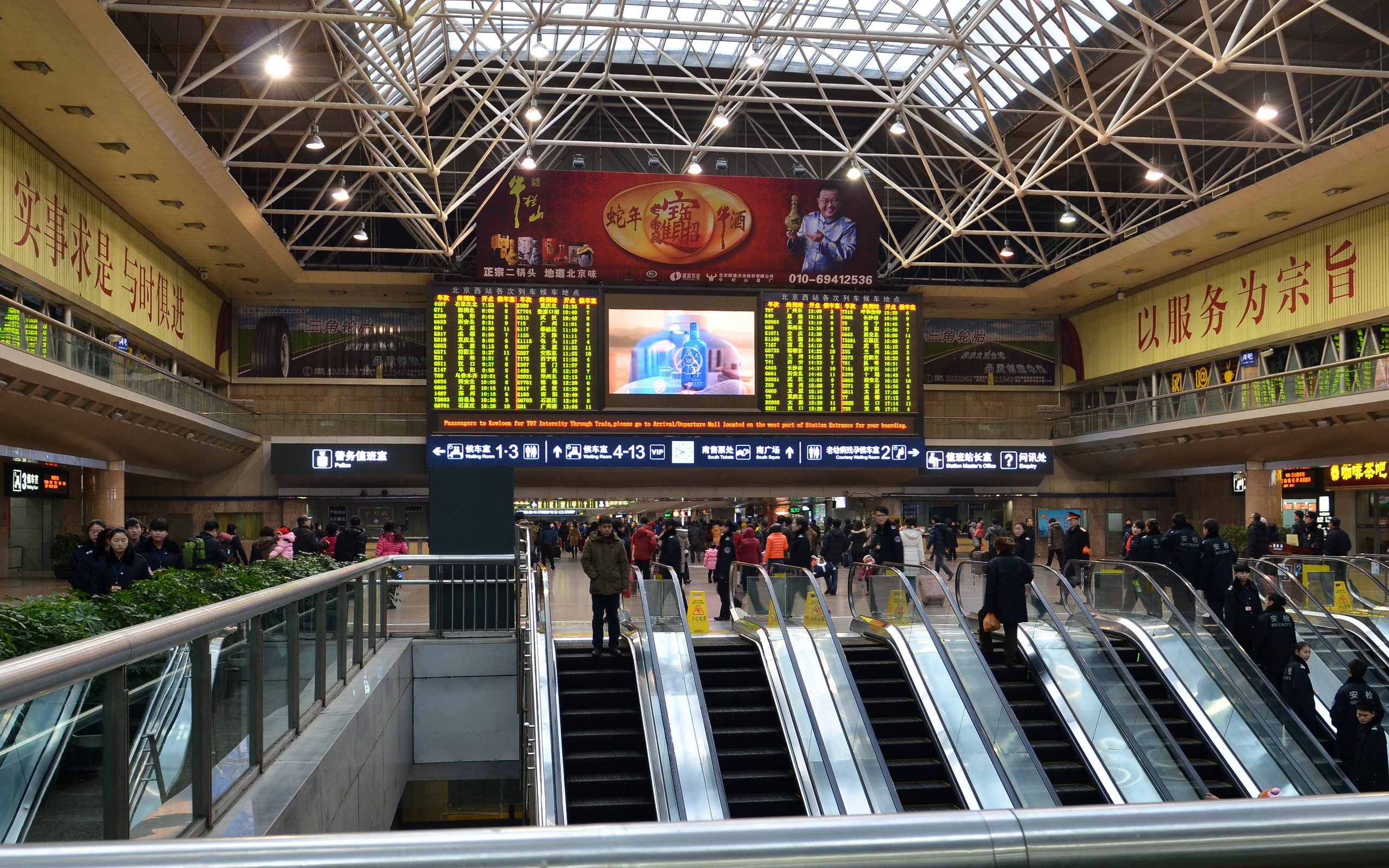
صالة المغادرة في محطة قطار غرب بكين، وتقع في الطابق الثاني.

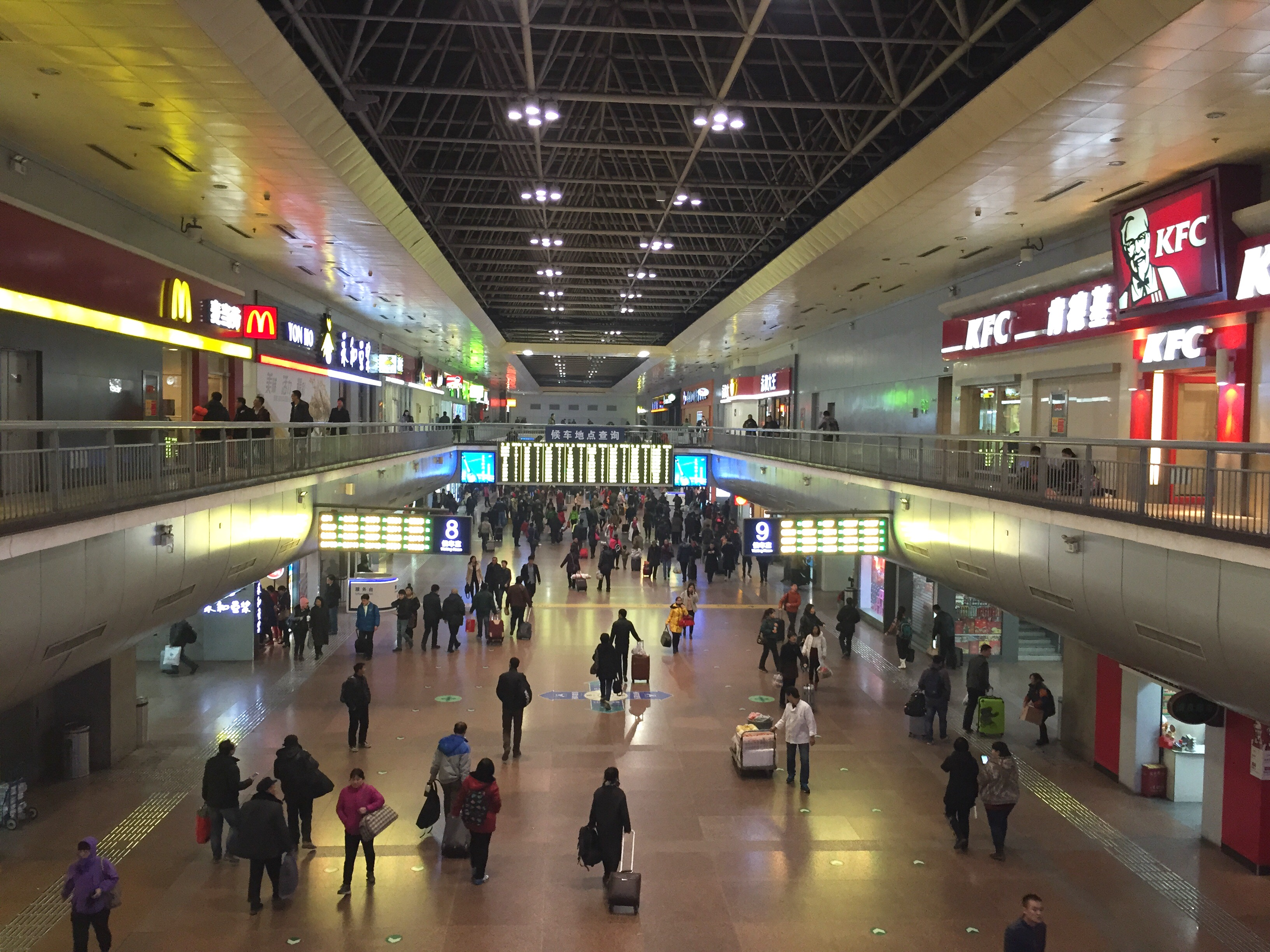

محطة قطار غرب بكين (في اللغة الصينية: 北京西站; نظام بينيين: Běijīngxī Zhàn)، يشار إليها بالعامية باسم المحطة الغربية (في اللغة الصينية: 西客站)، وهي محطة سكك حديد في منطقة فنغتاي غرب بكين. تم افتتاحها في أوائل عام 1996 بعد ثلاث سنوات من البناء، وكانت أكبر محطة سكة حديد في آسيا بمساحة 510,000 متر مربع،   قبل أن تتجاوزها محطة سكة حديد شنغهاي هونغكياو في سعة المنصة. تخدم المحطة ما يتراوح بين 150.000 و 180.000 مسافر يوميًا، وتبلغ السعة القصوى للمحطة 400.000 شخص يوميًا.  تم توسيعها في عام 2000 وإضافة عدد كبير من أماكن وقوف السيارات. 

## لمحة عامة
بدأت فكرة بناء محطة قطار غرب بكين منذ عام 1959. تم التخطيط والبحث ثلاث مرات في التاريخ، ولكن تم تعليق المرحلتين الأوليين لأسباب سياسية واقتصادية. للمرة الثالثة، في عام 1989، تم استئناف العمل التحضيري، وتعديل المخططات، وإعادة تقديم التقارير، حيث وافقت الدولة أخيرًا. تم تمويل مشروع محطة سكة حديد غرب بكين بشكل مشترك من قبل حكومة بلدية بكين ووزارة السكك الحديدية. كان مشروعا رئيسيا في الخطة الخمسية الثامنة للصين باستثمارات إجمالية قدرها 6.5 مليار يوان.
بعد الانتهاء من محطة قطار غرب بكين، خف ضغط الركاب في محطة سكة حديد بكين بشكل كبير. محطة غرب بكين هي محطة مغادرة قطار الركاب للسكك الحديدية عالية السرعة بين بكين وقوانغتشو، وهما خطي السكك الحديدية الرئيسيين في الصين: سكة حديد بكين - جوانجزو (متصلة عبر خط سكة حديد بكين-جوانجزو الطويل) وخط سكة حديد بكين-كولون، و خط سكة حديد فائق السرعة. تغادر معظم قطارات الركاب في جنوب وسط وجنوب الصين وجنوب غرب وشمال غرب الصين من محطة سكة حديد غرب بكين. اعتبارًا من مايو 2011، استقبلت محطة سكة حديد غرب بكين أكثر من 110 قطارًا يوميًا، وغادر منها حوالي 100 يومياً. تم افتتاح خط سكة حديد بكين عبر المدينة تحت الأرض، والذي يمر عبر المنطقة الحضرية في بكين ويتصل بمحطة سكة حديد بكين، لحركة المرور في 20 مارس 2015.
محطة قطار غرب بكين هي واحدة من محاور النقل في بكين. توجد محاور حافلات في نورث سكوير وساوث سكوير. يغادر عدد كبير من الحافلات من هناك؛ حيث تم بناء رتبة سيارات الأجرة أيضًا تحت الأرض؛ وتم الانتهاء من محطة مترو الأنفاق المخصصة للبناء بحلول نهاية عام 2011، وهي محطة تحويل بين الخط 7 والخط 9.
يعتبر الطراز المعماري للمحطة واحدة من أكثر المباني التي تلفت الأنظار في بكين. في نهاية عام 2007، أعلن حدث "اختيار معالم بكين الجديدة" برعاية صحيفة بكين نيوز عن أهم عشرة معالم جديدة في بكين بعد التصويت العام في يناير 2008. حصلت محطة قطار غرب بكين بشكل غير متوقع على 51335 صوتًا، وهي الثانية بعد الاستاد الوطني، لتصبح المعلم الجديد في بكين حيث حصلت على ثاني أكبر عدد من الأصوات.

## روابط خارجية
- محطة قطار غرب بكين (بالصينية)
- شبكة Huoche Zhan (بالصينية)
- الجدول الزمني لسكة حديد بكين نسخة محفوظة 4 سبتمبر 2011 على موقع واي باك مشين.